# Pitho dispar
Pitho dispar is een krabbensoort uit de familie van de Mithracidae. De wetenschappelijke naam van de soort is voor het eerst geldig gepubliceerd in 1925 door Rathbun.